# Anopheles thomasi
Anopheles thomasi är en tvåvingeart som beskrevs av Shannon 1933. Anopheles thomasi ingår i släktet Anopheles och familjen stickmyggor. Inga underarter finns listade i Catalogue of Life.